# Нана (рапър)
Нана Кваме Аброква (на английски: Nana Kwame Abrokwa) е ганайско-германски рапър и диджей. Твори под псевдонимите Нана и Даркмен.
Нана не е негово лично или друго име, а е ганайска благородническа титла.
Роден е в Акра, столицата на Гана, на 5 октомври 1968 г. Когато е на 10 години, се преселва с майка си и братята си в Хамбург, Германия.
Най-важното му постижение идва през втората половина на 1990-те години, когато неговият стил на пеене се характеризира като евро-рап.
През 1997 г. е издаден дебютният албум на Нана, озаглавен Nana. Първият сингъл от него Darkman достига до топ 10 на официалната германска класация за сингъл от Media Control. Следващият сингъл Lonely се превръща в най-успешната евро-рап песен, като е номер едно в продължение на няколко седмици. В албума Nana е използван американски стил на рапиране.

## Дискография

### Студийни албуми
- 1997 — Nana
- 1998 — Father
- 2004 — All Doors in Flight No. 7
- 2008 — 12 Y.O.
- 2010 — Stand Up

### Сингли
1. Darkman
2. Lonely
3. Let it Rain
4. He's coming
5. Bible in My Hand
6. Too Much Heaven
7. Remember the Time
8. Dreams